# Lygodactylus pictus
Lygodactylus pictus är en ödleart som beskrevs av  Peters 1883. Lygodactylus pictus ingår i släktet Lygodactylus och familjen geckoödlor. IUCN kategoriserar arten globalt som livskraftig. Inga underarter finns listade i Catalogue of Life.